# Amari (Gemeinde)
Amari (griechisch Αμάρι) ist eine Gemeinde (Δήμος, Dimos) im Regionalbezirk Rethymno auf der griechischen Mittelmeerinsel Kreta.
Eines der wichtigsten geografischen Merkmale von Amari ist das Amari-Tal, ein fruchtbares Tal des Olivenanbaus an den Ausläufern des Berges Ida und des Berges Kedros auf Kreta.

## Verwaltungsgliederung
Die Gemeinde Amari wurde durch den Zusammenschluss der seit 1997 bestehenden Gemeinden Sivritos und Kourites im Rahmen der Verwaltungsreform 2010 gegründet. Verwaltungssitz ist Agia Fotini. Die bisherigen Gemeinden haben Gemeindebezirks-Status.
| Gemeindebezirk | griechischer Name         | Code   | Fläche (km²) | Einwohner 2011 | Ortsgemeinschaften (Τοπική Κοινότητα) | Lage |
| -------------- | ------------------------- | ------ | ------------ | -------------- | --- | ---- |
| Sivritos       | Δημοτική Ενότητα Σιβρίτου | 730301 | 152,443      | 2857           | Apostoli, Amari, Ano Meros, Vistagi, Vryses, Voleones, Geraki, Elenes, Thronos, Kalogeros, Meronas, Monastiraki, Pandanassa, Patsos          |      |
| Kourites       | Δημοτική Ενότητα Κουρητών | 730302 | 126,405      | 3058           | Foufouras, Agia Paraskevi, Agios Ioannis Amariou, Apodoulou, Vizari, Kouroutes, Lambiotes, Lochria, Nithavri, Petrochori, Platania, Platanos |      |
| Gesamt         | Gesamt                    | 7303   | 278,848      | 5915           | |      |